# Remotaspidiotus gidgei
Remotaspidiotus gidgei är en insektsart som först beskrevs av Walter Wilson Froggatt 1914.  Remotaspidiotus gidgei ingår i släktet Remotaspidiotus och familjen pansarsköldlöss. Inga underarter finns listade i Catalogue of Life.